# Velike Gorelce
Velike Gorelce je naselje v Občini Laško.